# Hyalonema tenuifusum
Hyalonema tenuifusum är en svampdjursart som först beskrevs av Lendenfeld 1915.  Hyalonema tenuifusum ingår i släktet Hyalonema och familjen Hyalonematidae. Inga underarter finns listade i Catalogue of Life.